# Callicostella obtusissima
Callicostella obtusissima là một loài rêu trong họ Pilotrichaceae. Loài này được (Müll. Hal.) M. Fleisch. mô tả khoa học đầu tiên năm 1912.